# Angelica Van Buren
Sarah Angelica Singleton Van Buren (Wedgefield, 13 febbraio 1818 – New York, 29 dicembre 1877) fu la nuora di Martin Van Buren, l'ottavo presidente degli Stati Uniti.
Angelica infatti era sposata con il figlio del presidente, Abraham Van Buren. Assunse il ruolo di first lady essendo la moglie del presidente deceduta diciassette anni prima dell'elezione di Van Buren, che non si risposò.

## Biografia
Sarah Angelica Singleton era nata a Wedgefield, nella Carolina del Sud, da Richard Singleton e Rebecca Travis Coles. Era la quarta di sei figli. Frequentò la Columbia Female Academy e la Madame Grelaud's French School a Filadelfia. Sebbene tutti gli studenti di Madame Grelaud fossero ricchi, l'istituto includevano cattolici e ebrei sefarditi, due gruppi con cui Angelica non avrebbe mai potuto socializzare.

## Matrimonio
Nel 1838, Angelica visitò Washington con sua sorella. L'ex First Lady Dolley Madison, cugina di Rebecca Travis Coles, decise di presentare le ragazze Singleton ai figli scapoli del presidente Martin Van Buren. Otto mesi dopo Angelica sposò Abraham Van Buren il 27 novembre 1838 a Wedgefield. Il matrimonio rafforzò i legami del Presidente con il Vecchio Sud. Ebbero quattro figli:
- Rebecca Van Buren (1840-1840)
- Singleton Van Buren (1841-1885)[4]
- Martin Van Buren II (1844-1885)
- Travis Coles Van Buren (1848-1889)

Nella primavera del 1839 la coppia fece un lungo viaggio attraverso l'Inghilterra (dove viveva suo zio Andrew Stevenson, che era stato ambasciatore degli Stati Uniti nel Regno Unito) e in altri paesi europei. Il viaggio fu un enorme successo e quando la coppia tornò a Washington, Angelica sperava di portare uno stile europeo alla Casa Bianca. Dopo che Martin Van Buren non fu rieletto nel 1841, Angelica e suo marito trascorsero il resto della propria vita presso la casa dell'ex presidente a Lindenwald, New York.